# Paraocalemia
Paraocalemia is een kevergeslacht uit de familie van de boktorren (Cerambycidae). De wetenschappelijke naam van het geslacht werd voor het eerst geldig gepubliceerd in 2001 door Vives.

## Soorten
Paraocalemia omvat de volgende soorten:
- Paraocalemia longirostris (Holzschuh, 1991)
- Paraocalemia scita Holzschuh, 2008